# سامول دانیلیان
ساموئل ولادیمیری دانیلیان (ارمنی: Սամվել Վլադիմիրի Դանիելյան؛ زادهٔ ۴ فوریهٔ ۱۹۷۱) یک کشتی‌گیر در رشته کشتی فرنگی ارمنی‌تبار اهل روسیه است که در مسابقات قهرمانی کشتی جهان، مسابقات قهرمانی کشتی اروپا، جام جهانی کشتی و جام جهانی کشتی در مجموع برندهٔ ۳ مدال طلا، ۱ مدال نقره، ۱ مدال برنز شده‌است.